# Детска железница Пловдив
Детската железница е теснолинейна железопътна линия, разположена в подножието на Младежкия хълм в Пловдив. Тя е втората детска железница в България – след тази в Кърджали по проект на Валентина Йочкова.

## История
Проектанти са Строителното управление в Пловдив на „Трансстрой“ и пловдивско железопътно управление.
Строежът ѝ започва на 21 април 1979 година от ученици и студенти със съдействието на пловдивското гражданство за 35-годишнината на Димитровската пионерска организация „Септемврийче“ и за първата асамблея „Знаме на мира“. Релсите и вагоните са от теснолинейната жп линия Кочериново – Рилски манастир, закрита през 1954 година. По-късно вагоните са подменени.
Открита е като Детска железница „Знаме на мира“ на 23 септември 1979 година: ежегодния празник на Димитровската пионерска организация „Септемврийче“. За откриването ѝ са отпечатани 25 билета и са изработени почетни значки, раздадени на официалните гости. В периода 1997 – 2007 г. работната дейност е преустановена.
След ремонт по общинска поръчка атракционът е открит отново като Детска железница на 22 септември 2007 година. Линията е ремонтирана през 2013 година, като в локомотива е монтирана акумулаторна батерия, позволяваща 6 отивания и връщания за календарен ден.

## Описание
Железопътната линия е с дължина 1,090 км и междурелсие 0,6 м. Нейният подвижен железопътен състав е сглобен в пловдивско вагоно-ремонтното депо. Подвижните части на всяко коловозоразклонение са надеждно заключени с цел защита срещу криминално действие. Дежурният ръководител движение чрез контролната жп апаратура се уверява, че е свободно трасето и след това светва зелен сигнал в жп светофар за потегляне на влака от гара Пионер към гара Панорама, или от гара Панорама към гара Пионер. В горния край на железницата край гара Панорама и в долния край на железницата край гара Пионер има предпазна баластова каменна призма. По маршрута на детската атракционна железница са изградени следните съоръжения:
- гара Пионер, с изтеглителен коловоз, покрит с тротоарни плочки перон, сграда в която са служебните помещения на билетния жп касиер и на ръководител жп движение. Предпазна стоманена ограда е в посока детска площадка. Преди края на коловоза – страна гара Панорама, има жп светофар. Гара Пионер и гара Панорама са с 2 жп коловозоразклонения
- стомано-бетонен мост с формата на цифрата 6, ограден със стоманени перила, под който е пешеходна асфалтирана паркова алея свързваща площадка за тенис на корт със скулптурна мраморна животинска фигура
- прелез с механично задвижвани бариери, с кабина за дежурния прелезопазач
- тунел със стоманено-бетонна облицовка и с действащо луминисцентно осветление, разположен под павиран зигзаговиден път, към радио-тв решетъчна кула и плувен басейн, разположени на върха на Младежкия хълм
- спирка Снежанка с перон, след горния край на спираловидната мостова стоманобетонна естакадна конструкция с формата на цифрата 6
- гара Панорама с перон, от страна на ул. Велбъжд са предпазни подпорна стоманобетонна стена и стоманена ограда

Влакът е с капацитет от около 50 места, съставен е от локомотив и 3 вагона. Извършва по 5 двупосочни курса.
| Гара/спирка | Коловози                             | ОИ                              |
| ----------- | ------------------------------------ | ------------------------------- |
| Пионер      | един приемно-отправен и изтеглителен | маршрутно-релейна централизация |
| Снежанка    | един приемно-отправен                | няма                            |
| Панорама    | един приемно-отправен и изтеглителен | маршрутно релейна централизация |